# Îles Betbeder
Pour les articles homonymes, voir Betbeder.
Les îles Betbeder sont un archipel de l'Antarctique.

## Géographie
Il est composé d'îlots et de rochers et se situe dans le sud-ouest de l'archipel Wilhelm dans les îles Biscoe, à 35 km du cap Tuxen.

## Histoire
L'archipel a été découvert lors de l'expédition Antarctique française de Jean-Baptiste Charcot qui l'a nommée en hommage au vice-amiral Onofre Betbeder (en).